# Top Gear (jogo eletrônico)
Top Gear, conhecido no Japão como Top Racer (トップレーサー, Toppu Rēsā), é um jogo eletrônico de corrida desenvolvido pela Gremlin Graphics e publicado pela Kemco para Super Nintendo Entertainment System (SNES) em 1992. É o primeiro jogo da série Top Gear. O jogador corre em percursos espalhados por oito países, devendo chegar entre os cinco primeiros para alcançar o próximo nível. O desenvolvimento durou de três a cinco meses, com "vários momentos difíceis" e marcado pela documentação escassa do SNES. A trilha sonora foi feita em uma semana, sendo boa parte derivada da série Lotus Challenge.
Em geral, Top Gear foi bem recebido pela crítica, citado como um jogo rápido e divertido e elogiado por seu modo multijogador, mas com críticas surgindo em relação aos gráficos. Internacionalmente, Top Gear foi esquecido, mas é reconhecido no Brasil, inspirando covers da trilha sonora e o jogo Horizon Chase, que traz o compositor original.

## Jogabilidade

Uma partida de Top Gear.

Em Top Gear, existem oito países para competir, sendo quatro percursos por país. Para continuar para a próxima fase, o jogador deve chegar entre os cinco primeiros, onde ganha também uma senha para continuar de onde parou. No início de cada partida, os três turbos do carro são carregados, e ativá-los aumentará significativamente a velocidade máxima do veículo. Dependendo de como o jogador está dirigindo o carro, ou da duração da corrida, será necessário passar por um pit stop. Os percursos contam com obstáculos. Em todos os momentos, a tela é dividida em dois: jogando sozinho, a tela de baixo mostrará um carro controlado por computador, enquanto no modo multijogador, mostrará a tela do segundo jogador.
Quatro carros podem ser escolhidos para competir em Top Gear: vermelho, azul, magenta e branco, cada um tendo seus prós e contras. O jogador também pode escolher se o carro é manual ou automático, e escolher entre os três níveis de dificuldade presentes: "Amateur", "Professional" e "Championship" (lit. Amador, Profissional e Campeonato). Aumentar a dificuldade torna os carros mais agressivos.

## Desenvolvimento

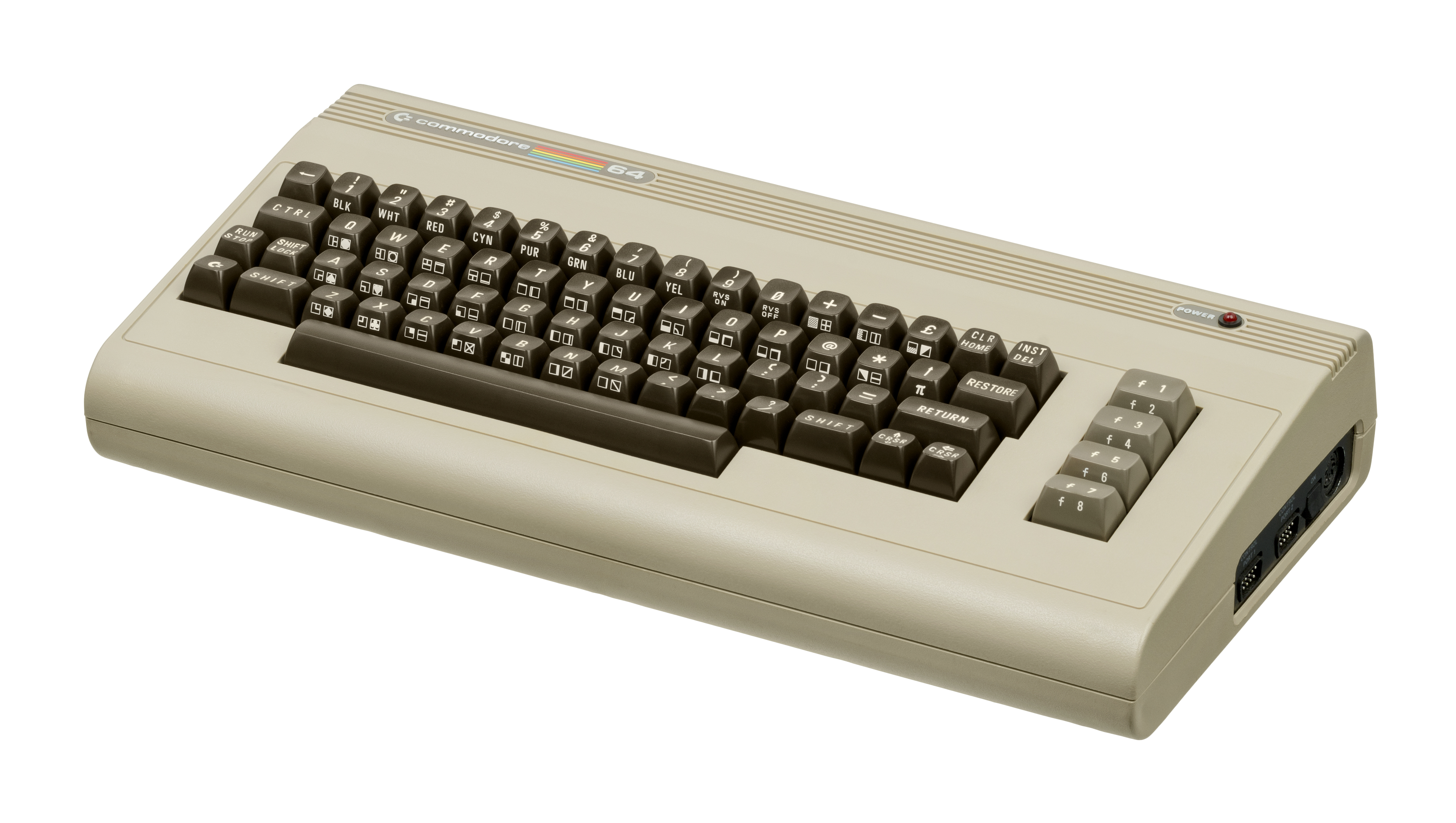
A Gremlin era conhecida por desenvolver jogos para computadores como o Commodore 64.

O desenvolvimento de Top Gear levou cerca de três a cinco meses. Segundo o programador Ritchie Brannan, houve "vários momentos difíceis, com pessoas dormindo em suas mesas." A desenvolvedora, Gremlin Graphics, era mais conhecida por desenvolver jogos para computadores, como o Amiga e o Commodore 64, mas eles já tinham certa experiência com o console doméstico Nintendo Entertainment System e tinham seus próprios kits de desenvolvimento (dev kit); eles desenvolveram Top Gear em seu próprio  dev kit, apesar de terem acesso ao kit oficial da Nintendo. Brannan disse que o SNES foi uma "grande máquina para trabalhar", tendo vários conceitos parecidos ao Commodore 64. A documentação sobre o SNES era escassa, com a maioria vindo de engenharia reversa. Ele notou que o uso de memória ROM foi, talvez, a parte mais difícil de ser controlada, já que afetava o custo de produção do cartucho.
Existe um rumor de que o jogo Rad Racer teria sido uma inspiração para Top Gear. Segundo Brannan, isso é falso, citando como inspirações os jogos Pitstop, Pole Position, Out Run e Lotus Esprit Turbo Challenge. Ele também disse que o design do jogo foi bem simples e colaborativo entre ele e os artistas, com a Kemco também dando opiniões. Um dos mistérios do jogo é a imagem do menu inicial de Top Gear. Apesar de não confirmado oficialmente, é normalmente aceito que a imagem se origina do Circuito Urbano de Detroit.

### Trilha sonora
|                                                    | Top Gear - Música Tema Demonstração dos 30 segundos iniciais da música-tema de Top Gear. |
| Problemas para escutar este arquivo? Veja a ajuda. |                                                                                          |

A trilha sonora foi composta por Barry Leitch. Ele já era conhecido por seu trabalho na série Lotus Challenge, de Amiga, e foi chamado para compor Top Gear especialmente por esse motivo. A equipe de desenvolvimento disse que Leitch teria uma semana para trabalhar na trilha sonora; ele declarou: "Eu nunca tinha trabalhado com um Super Nintendo antes, aí eu abri o manual e estava tudo em chinês!" Assim, seu trabalho nos primeiros dias do prazo foi principalmente em modificações no código-fonte do SNES, resultando na música "Mad Racer", a música tema da primeira fase. Com três dias restantes e dificuldades para compor no console, Leitch completou a trilha sonora convertendo as músicas que ele havia composto para Lotus para utilizar em Top Gear; ele disse: "São os mesmos sons, só adicionei alguns arpejos".
A banda de rock britânica Muse inspirou-se na canção-tema do jogo através do single "Bliss" (2001), lançada no álbum Origin of Symmetry (2001).

## Recepção
Em geral, Top Gear teve recepção positiva. O agregador de críticas GameRankings aponta uma nota média de 78%. Vários disseram que o jogo era "rápido"; a GamePro achou que o jogo tinha a "velocidade incrível" de F-Zero, visão compartilhada pela Allgame. A Mean Machines e a Super Pro também citaram F-Zero em suas análises do jogo. A Super Pro criticou a jogabilidade, dizendo que o jogo era "repetitivo" e "divertido, mas superficial", mas a Game Pro declarou: "O ritmo nunca desacelera e as pistas oferecem variedade suficiente", e a Nintendo Power achou o jogo divertido. Os gráficos tiveram recepção mediana. A Allgame disse que os gráficos eram "abaixo do padrão", algo similarmente dito pela Nintendo Power: "poderiam ser melhores". A Super Pro foi contrária, dizendo que os gráficos são "geralmente impressionantes", mas criticou o design dos carros.
A trilha sonora também teve elogios. A Allgame disse: "Efeitos sonoros realistas e música de alta octanagem aumentam a diversão", e a GamePro achou a música "super legal". O modo multijogador teve recepção positiva em geral. A Super Play disse que esse modo era superior ao de um jogador, chamado de tediante, e a Mean Machines declarou que esse modo fazia com que Top Gear fosse um dos jogos mais competitivos já feitos. A Super Pro disse que o modo de dois jogadores era "de longe o mais divertido, e a tela dividida é boa", mas comparou-o negativamente com Super Mario Kart, já que o lançamento deste, com um modo multijogador superior, faria com que o ponto de venda principal de Top Gear fosse reduzido.

### Legado no Brasil
Muito obrigado Brasil, por levar meu trabalho no coração e por toda a gentileza e paixão que demonstram por mim. Eu mantenho, com orgulho, uma bandeira do Brasil hasteada do lado de fora da minha casa (junto com uma bandeira da Escócia e uma dos EUA) aqui em Ohio, onde Karen e eu moramos com nossos filhos e gatos.

—Barry Leitch à Warpzone.
A popularidade de Top Gear foi maior no Brasil em comparação a outros países. Ritchie Brannan, o programador do jogo, disse: "Fora brasileiros, raramente encontro pessoas que se lembram de Top Gear!" A trilha sonora teve recepção positiva no país; foi incluída na lista do TechTudo das "trilhas sonoras mais marcantes do mundo dos games", e originou covers e paródias musicais. Na edição de 2010 do evento brasileiro Video Games Live, o organizador do evento e compositor Tommy Tallarico disse que sempre recebeu insistentemente pedidos para tocar as músicas da trilha sonora de Top Gear. A edição de 2016 trouxe o compositor da trilha sonora, Barry Leitch, e a edição seguinte trouxe novamente Tallarico para tocar as músicas. Em 2018, foi lançado o jogo Horizon Chase, desenvolvido pelo estúdio gaúcho Aquiris. Com inspirações de Top Gear, o jogo trouxe Leitch, o compositor original, para compor as músicas.

## Sequências
Top Gear tornou-se numa série de jogos eletrônicos. A primeira sequência de Top Gear foi Top Gear 2, lançado em 1993. Em seguida, foram lançados Top Gear 3000 (1995), Top Gear Rally (1997), Top Gear Overdrive (1998), Top Gear Rally 2 (1999), Top Gear Hyper Bike (2000), Top Gear: Dare Devil (2000) e, por último, RPM Tuning (2004).